# 普里莫大厦
普里莫大厦，是阿联酋迪拜的一座摩天大樓，高356公尺、79層樓，於2017年動工、于2023年完工，是迪拜第十高摩天大楼。